# Selección femenina de balonmano de Guatemala
La Selección femenina de balonmano de Guatemala es el equipo formado por jugadoras de nacionalidad guatemalteca que representa a la Federación Nacional de Balonmano de Guatemala en las competiciones internacionales organizadas por la Federación Internacional de Balonmano (IHF), Federación Panamericana de Balonmano (PATHF) o el Comité Olímpico Internacional (COI).

## Palmarés

### Campeonato Panamericano
| Año  | Ronda | Posición | J | G | E | P | GF  | GC  |
| ---- | ----- | -------- | - | - | - | - | --- | --- |
| 2003 |       | 7.º      | 4 | 0 | 0 | 4 | 48  | 140 |
| 2015 |       | 12.º     | 7 | 0 | 0 | 7 | 101 | 277 |
| 2017 |       | 10.º     | 5 | 0 | 0 | 5 | 92  | 172 |

### Campeonato Centroamericano
| Año  | Ronda       | Posición | J | G | E | P | GF  | GC |
| ---- | ----------- | -------- | - | - | - | - | --- | -- |
| 2014 | round robin | 1.º      | 4 | 4 | 0 | 0 | 111 | 68 |
| 2016 | round robin | 1.º      | 4 | 4 | 0 | 0 | 138 | 58 |

### Juegos Centroamericanos y del Caribe
- 1993: 5.º
- 2002: 4.º
- 2006: 6.º
- 2010: 6.º
- 2014: 8.º
- 2018: 5.º